# Papež Janez XIX.
Papež Janez XIX. (latinsko Papa Joannes Undevicesimus) rojen kot Roman pl. Tuskulski (latinsko Romanus Tusculanus; italijansko Romano dei Conti di Tuscolo), je bil italijaski škof, kardinal in papež, * 975, Rim (Papeška država, Sveto rimsko cesarstvo), † 20. oktober 1032, Rim (Papeška država, Sveto rimsko cesarstvo; danes: Italija). 

Papež je bil od 14. maja 1024 do svoje smrti, 20. oktobra 1032.

## Življenjepis

### Izvor in vzpon
Roman, tretji sin grofa Gregorja Tuskulskega in Marije, je pripadal plemiški družini Tuskulskih grofov. Oče Gregor je bil admiral papeškega ladjevja, za kar ga je imenoval cesar Oton III. Saški, kakor tudi senator. Starejši brat Teofilakt (Theophilactus, Teofilatto) je bil papež Benedikt VIII.; on, Roman, je postal Papež Janez XIX.; najstarejši brat Alberik (Alberico di Tusculo) pa oče prihodnjega Benedikta IX.. Bil je torej potomec Teofilakta I. Tuskulskega, podobno kot njegov prednik Benedikt VI.. 

Roman je kot senator in konzul v času bratovega papeževanja bil neposredni svetni gospodar Rima.

## Papež
S Sergijevo smrtjo je prenehala tudi vladavina Krescencijev; oblast nad Rimom so prevzeli tuskulski grofje ter jo obdržali do 1044. V tem času so postavili tri papeže iz svojega rodu. Prvi je bil Benedikt VIII., ki so ga izvolili že 13. maja, - po nekaterih virih celo že 20. aprila 1012 – ko je bil njegov predhodnik še živ; Sergij IV. je umrl namreč 12. maja. Drugi je bil Janez XIX., tretji pa Benedikt IX. s svojimi rekordnimi tremi prekinjenimi papeškimi obdobji, kar je edinstveno v celotni cerkveni zgodovini.

### Odnosi s Carigradom
Kot papež je Janez XIX. v svojih rokah združil vso svetno in duhovno oblast nad Rimom. Kmalu po izvolitvi je prišlo v Rim visoko odposlanstvo bizantinskega cesarja Bazilija II. in carigrajskega patriarha Evstatija 
 
Evstatij je sodeloval pri bizantinskih naporih 1024, da bi se uredili odnosi s papeštvom in premostil vedno večji prepad med vzhodno in zahodno Cerkvijo, ki je prišel do nanižje točke kmalu potem - leta 1054. V tem času si je papeštvo lastilo pravico vladanja nad celotnim krščanskim svetom: vendar ne le v duhovnem smislu (Petrov primat), ampak tudi v političnem (vrhovni posvetni vladar); po takrat splošno sprejetem načelu o dveh mečih, ki prestavljata duhovno in posvetno oblast; kakor pa je duhovna oblast pomembnejša in višja od posvetne, tako so tudi papežu krščanski vladarji podrejeni. 

Evstatij je ponudil sporazum papežu Janezu XIX. s predlogom, naj bo vzhodni (carigrajski) patriah „ekumenski” na svojem območju (“in suo orbe”) na Vzhodu, kakor je papež na celem svetu (“in universo”). 

Domnevajo, da si je Evstatij prizadeval za to, da bi ohranil nadzor nad južnoitalijanskim področjem, ki je bilo še pod bizantinsko oblastjo, tudi na verskem območju. Ko je papež ponudbo zavrnil, je papež Janez sprejel prakso vzhodnega obreda (grškega) v južni Italiji v zameno za dopustitev zahodnega obreda (latinskega) v nekaterih carigrajskih cerkvah. 

Zadeva pa še zdaleč ni bila tako preprosta, saj pravi drugi vir: 

Carigrajsko odposlanstvo je prosilo, naj papež dovoli, da sme carigrajski patriarh – ki je itak že od časa Janeza Spokornika  nosil naslov “vzhodni ekumenski patriarh” ta naslov uporabljati po celotni krščanski Cerkvi. Odposlanci nikakor niso prišli praznih rok; bogati darovi so že omehčali papeževo dobičkaželjnost; kakor hitro pa se je skrivnost razvedela, so oporekali ne le rimska duhovščina, ampak tudi mnogi drugi cerkveni dostojanstveniki, češ da je to na škodo cerkvene edinosti. Papež je bil prisiljen pretrgati pogovore; patriarh ni dosegel cilja in je odšel s praznimi rokami dovmov in takoj tudi v razkol. Janez XIX. pa se ni mogel več oprati očitka bogokletja in lakomnosti, češ da je “hotel prodati za denar Kristusovo namestništvo kot Judež Zveličarja”. To poročanje o takratnih dogodkih vsekakor kaže na veliko stopnjo nezaupanja, ki je vladalo med Vzhodom in Zahodom in se je vedno bolj širilo zlasti med navadnim ljudstvom..

### Odnosi med cesarjem in papežem
Vladavino papeža Janeza lahko štejemo za mirno obdobje. Imel je dobre odnose celo s svojimi najhujšimi tekmeci - grofi Krescenciji. Največjega pomena pa je imel seveda odnos s cesarjem oziroma kraljem. Po zgledovanju na svojega prednika Benedikta VIII. se je tudi Janez XIX. pokazal pripravljenega za ohranjevanje dobrih odnosov z novim nemškim kraljem, Henrikovim naslednikom Konradom II.. Zdi se celo, da je sledil vsem cesarjevim pobudam, kar mu nekateri še danes zamerijo. Papež in milanski škof Heribert sta novega vladarja povabila v Italijo. Najprej je bil v Milanu kronan z lombardsko železno krono. Nato je papež 26. marca 1027 v Rimu kronal cesarja Konrada in njegovo ženo Gizelo; kmalu nato, 6. aprila, je potekala v Lateranu sinoda, pri kateri sta sodelovala cesar in papež. Konrad je prisilil papeža, da prekliče odlok, s katerim je malo prej omogočil gradeškemu patriarhu neodvisnost od oglejskega; tako je le-ta zopet prišel pod oblast oglejskega patriarha, Nemca Popona, ki je bil vnet cesarjev pristaš. 

Med samim kronanjem sta bila navzoča tudi francoski kralj Rudolf  ter angleško-danski kralj Knut; le-ta se je pritožil vpričo cesarja nad visokimi pristojbinami za podeljevanje palija, kakor tudi nad visokimi dajatvami, ki so bremenile Schola Aglorum (Angleško šolo) v Vatikanu; Papež mu je ustregel v zameno za redno pošiljanje Petrovega novčiča. 

Cesarju je dovolil tudi, da prosto ureja nemške cerkvene razmere. Papež tako ni nasprotoval prenosu škofijskega sedeža iz Zeitza v Naumburg decembra 1028; tudi se ni odzval na sovražno dejanje škofa Warmanna iz Konstance, ki je oktobra 1031 javno zažgal bulo s privilegijem za samostan Reichenau, s katerim je opat smel opravljati nekatera slovesna papeška opravila.

### Prenova Cerkve
Prenovo Cerkve, ki sta se zanjo zavzemala Benedikt VIII. in cesar Henrik II., je nadaljeval tudi Janez XIX. Cesar je odločilno posegal tudi v cerkvena vprašanja. Po njegovem naročilu ali samostojno je papež vzel pod svojo zaščito Cluny in njegova prenovitvena prizadevanja.

### Spor medOglejeminGradežem
Kot omenjeno, je moral cesarjevo voljo upoštevati tudi v sporih med oglejskim in gradeškim patriarhom. Oglejski patriarh Popon (1019-1042) je skušal svojo oblast raztegniti tudi nad Gradež. Zavzel je mesto in ga priključil svojemu patriarhatu, kar je Janez XIX. potrdil. Po pritiskih Benečanov je papež ta sklep pozneje preklical in spet potrdil gradeškemu patriarha samostojnost. Ob kronanju Konrada II. je Popon, ki je bil s cesarjem tesno povezan, dosegel nov papeški odlok: Gradež spada pod oglejski patriarhat. Tako je pod Poponom bila vsa Istra podrejena Ogleju in med 16 sufraganskimi škofijami so naštevali: Trst, Koper, Novigrad, Poreč, Pulj in Pičen. Kasneje se je Benečanom posrečilo, da so oropani Gradež obnovili in ohranili njegovo cerkveno oblast na svojem ozemlju.
   
Poponovi starši so pred letom 1028 ustanovili benediktinski samostan v Osojah na Koroškem.

### Dela
- »Documenta Catholica Omnia« (v latinščini). Cooperatorum Veritatis Societatis. 2006. Pridobljeno 6. decembra 2011.

1. Papež je povabil v Rim znamenitega glasbenika Gvida Aretinskega, ki ga je Janez izredno čislal, ker je iznašel nove glasbene note, da bi o njih poučil tudi Rimljane.[13]
2. Ščitil je Odila Mercœurja, klinijskega opata. Tej benediktinski opatiji je obnovil privilegije in podpiral njeno širjenje. Menihom in opatom je zaupal poslanstva in misijone med pogani, v šolah in na dvorih; meništvo je tako postalo steber verske in nravne prenove tega obdobja in družbe. Enega svojih tečajev je imelo v povezanosti s papeštvom.[15]
3. 6. aprila 1027 je vodil veliko zborovanje v Lateranski baziliki, kjer je spor med oglejskim in gradeškim patriarhom pod cesarjevim vplivom odločil v prid Ogleja. Vrh tega, da je Popon dobil pod svojo oblast Gradež, je postal po prednosti prvi med italijanskimi škofi. Dve leti pozneje – 1029 – pa je papež Janez preklical to odločbo in na novi sinodi obnovil gradeškemu patriarhu vse prejšnje privilegije.[16]
4. Janez XIX. je kot svetni vladar s krepko roko obračal krmilo Petrove ladje. Posebno je zaslužen, da je v mestu Rimu in okolici obrzdal rastoče število razbojnikov in ničvrednežev, ki so bili ob najmanjši priložnosti pripravljeni sodelovati pri uporu, prekuciji ali vstaji. Prav ti so se potrudili, da bi njegov spomin čim bolj očrnili.
5. Opata Odila je 1031 imenoval za izpraznjeni lyonski nadškofijski sedež; ponižni mož se je branil sprejeti to dostojanstvo celo takrat, ko mu je papež zagrozil z izobčenjem.[17]

## Smrt in spomin
Papež Janez je umrl v Rimu najverjetneje 20. oktobra 1032 in so ga pokopali v staro cerkev sv. Petra v Vatikanu. Nekateri navajajo kot datum smrti 6. november 1032,, drugi januar 1033  ali kak drug datum.

Pokopali so ga v umetniško okrašeno grobnico, ki so jo razdejali med podiranjem stare Bazilike in gradnjo nove v 17. stoletju.

### Romanov rodovnik
|                                                       |                                                       |                                                       |                                                       |                                                       |                                                       |  |  |                                       |                                       |                                       |                                       |                                       |                                       | Teofilakt I., tuskulski grof 864–924 | Teofilakt I., tuskulski grof 864–924 | Teofilakt I., tuskulski grof 864–924 | Teofilakt I., tuskulski grof 864–924 | Teofilakt I., tuskulski grof 864–924 | Teofilakt I., tuskulski grof 864–924 |                                    |                                    | Teodora         | Teodora         | Teodora                        | Teodora                        | Teodora                        | Teodora                        |                                |                                |                             |                             |                             |                             |  |  |  |  |  |  |  |  |  |  |  |  |  |  |
|                                                       |                                                       |                                                       |                                                       |                                                       |                                                       |  |  |                                       |                                       |                                       |                                       |                                       |                                       | Teofilakt I., tuskulski grof 864–924 | Teofilakt I., tuskulski grof 864–924 | Teofilakt I., tuskulski grof 864–924 | Teofilakt I., tuskulski grof 864–924 | Teofilakt I., tuskulski grof 864–924 | Teofilakt I., tuskulski grof 864–924 |                                    |                                    | Teodora         | Teodora         | Teodora                        | Teodora                        | Teodora                        | Teodora                        |                                |                                |                             |                             |                             |                             |  |  |  |  |  |  |  |  |  |  |  |  |  |  |
|                                                       |                                                       |                                                       |                                                       |                                                       |                                                       |  |  |                                       |                                       |                                       |                                       |                                       |                                       |                                      |                                      |                                      |                                      |                                      |                                      |                                    |                                    |                 |                 |                                |                                |                                |                                |                                |                                |                             |                             |                             |                             |  |  |  |  |  |  |  |  |  |  |  |  |  |  |
| Hugo Italijanski 887-924-948 (tudi poročen z Marozio) | Hugo Italijanski 887-924-948 (tudi poročen z Marozio) | Hugo Italijanski 887-924-948 (tudi poročen z Marozio) | Hugo Italijanski 887-924-948 (tudi poročen z Marozio) | Hugo Italijanski 887-924-948 (tudi poročen z Marozio) | Hugo Italijanski 887-924-948 (tudi poročen z Marozio) |  |  | Alberik I. Spoletski (grof) d. 925    | Alberik I. Spoletski (grof) d. 925    | Alberik I. Spoletski (grof) d. 925    | Alberik I. Spoletski (grof) d. 925    | Alberik I. Spoletski (grof) d. 925    | Alberik I. Spoletski (grof) d. 925    |                                      |                                      |                                      |                                      | Marozia 890–937                      | Marozia 890–937                      | Marozia 890–937                    | Marozia 890–937                    | Marozia 890–937 | Marozia 890–937 |                                |                                |                                |                                | Sergij III. (papež) 904–911    | Sergij III. (papež) 904–911    | Sergij III. (papež) 904–911 | Sergij III. (papež) 904–911 | Sergij III. (papež) 904–911 | Sergij III. (papež) 904–911 |  |  |  |  |  |  |  |  |  |  |  |  |  |  |
| Hugo Italijanski 887-924-948 (tudi poročen z Marozio) | Hugo Italijanski 887-924-948 (tudi poročen z Marozio) | Hugo Italijanski 887-924-948 (tudi poročen z Marozio) | Hugo Italijanski 887-924-948 (tudi poročen z Marozio) | Hugo Italijanski 887-924-948 (tudi poročen z Marozio) | Hugo Italijanski 887-924-948 (tudi poročen z Marozio) |  |  | Alberik I. Spoletski (grof) d. 925    | Alberik I. Spoletski (grof) d. 925    | Alberik I. Spoletski (grof) d. 925    | Alberik I. Spoletski (grof) d. 925    | Alberik I. Spoletski (grof) d. 925    | Alberik I. Spoletski (grof) d. 925    |                                      |                                      |                                      |                                      | Marozia 890–937                      | Marozia 890–937                      | Marozia 890–937                    | Marozia 890–937                    | Marozia 890–937 | Marozia 890–937 |                                |                                |                                |                                | Sergij III. (papež) 904–911    | Sergij III. (papež) 904–911    | Sergij III. (papež) 904–911 | Sergij III. (papež) 904–911 | Sergij III. (papež) 904–911 | Sergij III. (papež) 904–911 |  |  |  |  |  |  |  |  |  |  |  |  |  |  |
|                                                       |                                                       |                                                       |                                                       |                                                       |                                                       |  |  |                                       |                                       |                                       |                                       |                                       |                                       |                                      |                                      |                                      |                                      |                                      |                                      |                                    |                                    |                 |                 |                                |                                |                                |                                |                                |                                |                             |                             |                             |                             |  |  |  |  |  |  |  |  |  |  |  |  |  |  |
|                                                       |                                                       |                                                       |                                                       |                                                       |                                                       |  |  |                                       |                                       |                                       |                                       |                                       |                                       |                                      |                                      |                                      |                                      |                                      |                                      |                                    |                                    |                 |                 |                                |                                |                                |                                |                                |                                |                             |                             |                             |                             |  |  |  |  |  |  |  |  |  |  |  |  |  |  |
| Alda Viennska                                         | Alda Viennska                                         | Alda Viennska                                         | Alda Viennska                                         | Alda Viennska                                         | Alda Viennska                                         |  |  | Alberik II. Spoletski 905–954         | Alberik II. Spoletski 905–954         | Alberik II. Spoletski 905–954         | Alberik II. Spoletski 905–954         | Alberik II. Spoletski 905–954         | Alberik II. Spoletski 905–954         |                                      |                                      | David ali Deodat                     | David ali Deodat                     | David ali Deodat                     | David ali Deodat                     | David ali Deodat                   | David ali Deodat                   |                 |                 | Janez XI. (papež) 931–935      | Janez XI. (papež) 931–935      | Janez XI. (papež) 931–935      | Janez XI. (papež) 931–935      | Janez XI. (papež) 931–935      | Janez XI. (papež) 931–935      |                             |                             |                             |                             |  |  |  |  |  |  |  |  |  |  |  |  |  |  |
| Alda Viennska                                         | Alda Viennska                                         | Alda Viennska                                         | Alda Viennska                                         | Alda Viennska                                         | Alda Viennska                                         |  |  | Alberik II. Spoletski 905–954         | Alberik II. Spoletski 905–954         | Alberik II. Spoletski 905–954         | Alberik II. Spoletski 905–954         | Alberik II. Spoletski 905–954         | Alberik II. Spoletski 905–954         |                                      |                                      | David ali Deodat                     | David ali Deodat                     | David ali Deodat                     | David ali Deodat                     | David ali Deodat                   | David ali Deodat                   |                 |                 | Janez XI. (papež) 931–935      | Janez XI. (papež) 931–935      | Janez XI. (papež) 931–935      | Janez XI. (papež) 931–935      | Janez XI. (papež) 931–935      | Janez XI. (papež) 931–935      |                             |                             |                             |                             |  |  |  |  |  |  |  |  |  |  |  |  |  |  |
|                                                       |                                                       |                                                       |                                                       |                                                       |                                                       |  |  |                                       |                                       |                                       |                                       |                                       |                                       |                                      |                                      |                                      |                                      |                                      |                                      |                                    |                                    |                 |                 |                                |                                |                                |                                |                                |                                |                             |                             |                             |                             |  |  |  |  |  |  |  |  |  |  |  |  |  |  |
|                                                       |                                                       |                                                       |                                                       |                                                       |                                                       |  |  |                                       |                                       |                                       |                                       |                                       |                                       |                                      |                                      |                                      |                                      |                                      |                                      |                                    |                                    |                 |                 |                                |                                |                                |                                |                                |                                |                             |                             |                             |                             |  |  |  |  |  |  |  |  |  |  |  |  |  |  |
| Gregor I. Tuskulski (grof)                            | Gregor I. Tuskulski (grof)                            | Gregor I. Tuskulski (grof)                            | Gregor I. Tuskulski (grof)                            | Gregor I. Tuskulski (grof)                            | Gregor I. Tuskulski (grof)                            |  |  | Janez XII. (papež) 955–964            | Janez XII. (papež) 955–964            | Janez XII. (papež) 955–964            | Janez XII. (papež) 955–964            | Janez XII. (papež) 955–964            | Janez XII. (papež) 955–964            |                                      |                                      | Benedikt VII. (papež) 974-983        | Benedikt VII. (papež) 974-983        | Benedikt VII. (papež) 974-983        | Benedikt VII. (papež) 974-983        | Benedikt VII. (papež) 974-983      | Benedikt VII. (papež) 974-983      |                 |                 |                                |                                |                                |                                |                                |                                |                             |                             |                             |                             |  |  |  |  |  |  |  |  |  |  |  |  |  |  |
| Gregor I. Tuskulski (grof)                            | Gregor I. Tuskulski (grof)                            | Gregor I. Tuskulski (grof)                            | Gregor I. Tuskulski (grof)                            | Gregor I. Tuskulski (grof)                            | Gregor I. Tuskulski (grof)                            |  |  | Janez XII. (papež) 955–964            | Janez XII. (papež) 955–964            | Janez XII. (papež) 955–964            | Janez XII. (papež) 955–964            | Janez XII. (papež) 955–964            | Janez XII. (papež) 955–964            |                                      |                                      | Benedikt VII. (papež) 974-983        | Benedikt VII. (papež) 974-983        | Benedikt VII. (papež) 974-983        | Benedikt VII. (papež) 974-983        | Benedikt VII. (papež) 974-983      | Benedikt VII. (papež) 974-983      |                 |                 |                                |                                |                                |                                |                                |                                |                             |                             |                             |                             |  |  |  |  |  |  |  |  |  |  |  |  |  |  |
|                                                       |                                                       |                                                       |                                                       |                                                       |                                                       |  |  |                                       |                                       |                                       |                                       |                                       |                                       |                                      |                                      |                                      |                                      |                                      |                                      |                                    |                                    |                 |                 |                                |                                |                                |                                |                                |                                |                             |                             |                             |                             |  |  |  |  |  |  |  |  |  |  |  |  |  |  |
| Benedikt VIII. (papež) papež 1012–1024                | Benedikt VIII. (papež) papež 1012–1024                | Benedikt VIII. (papež) papež 1012–1024                | Benedikt VIII. (papež) papež 1012–1024                | Benedikt VIII. (papež) papež 1012–1024                | Benedikt VIII. (papež) papež 1012–1024                |  |  | Alberik III. Tuskulski (grof) u. 1044 | Alberik III. Tuskulski (grof) u. 1044 | Alberik III. Tuskulski (grof) u. 1044 | Alberik III. Tuskulski (grof) u. 1044 | Alberik III. Tuskulski (grof) u. 1044 | Alberik III. Tuskulski (grof) u. 1044 |                                      |                                      | Janez XIX. (papež) papež 1024–1032   | Janez XIX. (papež) papež 1024–1032   | Janez XIX. (papež) papež 1024–1032   | Janez XIX. (papež) papež 1024–1032   | Janez XIX. (papež) papež 1024–1032 | Janez XIX. (papež) papež 1024–1032 |                 |                 |                                |                                |                                |                                |                                |                                |                             |                             |                             |                             |  |  |  |  |  |  |  |  |  |  |  |  |  |  |
| Benedikt VIII. (papež) papež 1012–1024                | Benedikt VIII. (papež) papež 1012–1024                | Benedikt VIII. (papež) papež 1012–1024                | Benedikt VIII. (papež) papež 1012–1024                | Benedikt VIII. (papež) papež 1012–1024                | Benedikt VIII. (papež) papež 1012–1024                |  |  | Alberik III. Tuskulski (grof) u. 1044 | Alberik III. Tuskulski (grof) u. 1044 | Alberik III. Tuskulski (grof) u. 1044 | Alberik III. Tuskulski (grof) u. 1044 | Alberik III. Tuskulski (grof) u. 1044 | Alberik III. Tuskulski (grof) u. 1044 |                                      |                                      | Janez XIX. (papež) papež 1024–1032   | Janez XIX. (papež) papež 1024–1032   | Janez XIX. (papež) papež 1024–1032   | Janez XIX. (papež) papež 1024–1032   | Janez XIX. (papež) papež 1024–1032 | Janez XIX. (papež) papež 1024–1032 |                 |                 |                                |                                |                                |                                |                                |                                |                             |                             |                             |                             |  |  |  |  |  |  |  |  |  |  |  |  |  |  |
|                                                       |                                                       |                                                       |                                                       |                                                       |                                                       |  |  |                                       |                                       |                                       |                                       |                                       |                                       |                                      |                                      |                                      |                                      |                                      |                                      |                                    |                                    |                 |                 |                                |                                |                                |                                |                                |                                |                             |                             |                             |                             |  |  |  |  |  |  |  |  |  |  |  |  |  |  |
| vojvoda Peter Rimski                                  | vojvoda Peter Rimski                                  | vojvoda Peter Rimski                                  | vojvoda Peter Rimski                                  | vojvoda Peter Rimski                                  | vojvoda Peter Rimski                                  |  |  | Gaius                                 | Gaius                                 | Gaius                                 | Gaius                                 | Gaius                                 | Gaius                                 |                                      |                                      | Octavianus                           | Octavianus                           | Octavianus                           | Octavianus                           | Octavianus                         | Octavianus                         |                 |                 | Benedikt IX. (papež) 1032–1048 | Benedikt IX. (papež) 1032–1048 | Benedikt IX. (papež) 1032–1048 | Benedikt IX. (papež) 1032–1048 | Benedikt IX. (papež) 1032–1048 | Benedikt IX. (papež) 1032–1048 |                             |                             |                             |                             |  |  |  |  |  |  |  |  |  |  |  |  |  |  |

### Romanovo družinsko deblo
| Papež Benedikt VIII. (Teofilatto II di Tuscolo) | Oče: Gregorio I di Tuscolo | Očetov dedek: Alberico II di Spoleto | Očetov pradedek: Alberico I di Spoleto           |
| Papež Benedikt VIII. (Teofilatto II di Tuscolo) | Oče: Gregorio I di Tuscolo | Očetov dedek: Alberico II di Spoleto | Očetova prababica: Marozia, italijanska kraljica |
| Papež Benedikt VIII. (Teofilatto II di Tuscolo) | Oče: Gregorio I di Tuscolo | Očetova babica: Stefania Crescenzi   | Očetov pradedek: Giovanni Crescenzi I            |
| Papež Benedikt VIII. (Teofilatto II di Tuscolo) | Oče: Gregorio I di Tuscolo | Očetova babica: Stefania Crescenzi   | Očetova prababica: Teodora II dei Teofilatti     |
| Papež Benedikt VIII. (Teofilatto II di Tuscolo) | Mati: Maria                | Materin dedek: ?                     | Materin pradedek: ?                              |
| Papež Benedikt VIII. (Teofilatto II di Tuscolo) | Mati: Maria                | Materin dedek: ?                     | Materina prababica: ?                            |
| Papež Benedikt VIII. (Teofilatto II di Tuscolo) | Mati: Maria                | Materina babica: ?                   | Materin pradedek: ?                              |
| Papež Benedikt VIII. (Teofilatto II di Tuscolo) | Mati: Maria                | Materina babica: ?                   | Materina prababica: ?                            |

## Ocena
- 20. oktobra 1032 je umrl papež Janez XIX: njegovo papeževanje je potekalo v miru in brez nasprotij, ter je trajalo osem in pol let; omogočilo je Tuskulskim grofom, da so utrdili položaj, ki so ga dosegli že za časa Benedikta VIII..[20]
- Zgodovinska osnova dogodka (o prodajanju naslova vesoljni škof oziroma ekumenski patriarh carigrajskemu patriarhu) je že dalj časa predmet razprave. F. Dvornik ga je imel na primer za popolnoma sprejemljivega [21]; A. Michel pa mu je nasprotno brez pomišljanja odrekal verodostojnost. Glede tega je pač edini vir Glaber; če namreč predpostavljamo, da je Hugo Flavinjski [22] - edini drugi letopisec, ki ta dogodek še omenja – tudi sam bil popolnoma odvisen od njega. Možno je, da je poročilo o podkupljivosti papeža in njegovi dobičkaželjnosti sad nenaklonjene kronistove domišljije. Vsekakor pa ni izključeno, da je med Janezovim papeževanjem vladalo prizadevanje, da bi se zbližala Rimska Cerkev in Bizantinsko cesarstvo. Če upoštevamo neko listino iz samo malo poznejšega časa, ki je ohranjena v stolnem arhivu v Bariju – o njeni pristnosti so mnenja deljena – je prav papež Janez XIX. junija 1025 na primer priznal metropolitski naslov, pod katerega je spadalo 12 sufraganskih škofij. Ta metropolit se je imenoval Bisanzio, nadškof Barija, ki je bil glavno mesto bizantinskega katapanata.[23][24]. Izdajatelja Codice diplomatico barese in Le pergamene del duomo di Bari (952-1264)  [25], zavračata poročilo o prodajanju papeškega privilegija kot nepristno. A. Petrucci pa ga nasprotno šteje za zanesljivo pristnega.[26] Verjetno je, da je zahvaljujoč tem diplomatskim Janezovim potezam z bizantinsko vlado bilo papeževo vladanje miroljubno, Rimska Cerkev pa je uspela okrepiti lasten vpliv v nekaterih južnih italijanskih pokrajinah.[27] - pa tudi v samem Carigradu.
- Glabrovo [28] poročanje torej, češ da je Janez za veliko vsoto denarja hotel izročiti carigrajskemu patriarhu pravico prvenstva na Vzhodu, je neverjetno; po tem času pa niso omenjali papeškega imena v carigrajskem diptihu.[29]
- Roman Tuskulski je sprejel cerkvene redove zlasti zato, da se povzpne na papeški prestol; saj je bil poprej konzul in senator. Deloval je prost od cerkvenih predsodkov, pa tudi v popolnem nepoznavanju cerkvene zgodovine. Iz tega je sledilo, da se je strinjal, proti plačilu velike podkupnine, da carigrajski patriarh dobi naziv “vesoljni škof” (“ecumenical bishop”, "ekumenski patriarh"). Splošno ogorčenje pa, ki ga je vzbudil predlog po vsej Cerkvi - zlasti pa med pripadniki klinijskega obnovitvenega gibanja -, ga je skoraj takoj prisililo, da je odstopil od nameravanega dogovora.” [30]
- Papeževanje Janeza XIX. je bilo torej, v bistvu, pontifikat miru; in to kljub podcenjevanju, ki ga je kazal do njega v svojih odnosih cesar.[31]